# Rigonce
Rigonce – wieś w Słowenii, w gminie Brežice. W 2018 roku liczyła 168 mieszkańców.